# آنا پائولا والادائو
آنا پائولا ماچادو والدائو بسا (زاده ۱۶ مه ۱۹۷۶میلادی) خواننده، ترانه‌سرا و کشیش برزیلی است؛ او در بلو هوریزونته به دنیا آمده‌است. او خواهر بزرگتر آندره والادائو و ماریانا والادائو است.

## آهنگ‌شناسی

### شغل انفرادی
- برای پروردگار فریاد بزن (۲۰۰۰)
- شالوم اورشلیم با پل ویلبر (۲۰۰۰)
- فواره‌های عشق (2009)[۵]
- آنا پائولا والادائو در فنلاند (۲۰۱۰)

### با الشمه
- او وفادار بوده‌است (۱۹۹۷)
- سال‌ها قبل از تاج و تخت (۲۰۱۸)

### با جلوی تاج و تخت
- جلوی تاج و تخت (۱۹۹۸)
- سرافراز (۱۹۹۹)
- تصفیه آب (۲۰۰۰)
- دقیق د تی (۲۰۰۱)
- جلوی تاج و تخت برزیل (۲۰۰۱)
- در آغوش پدر (۲۰۰۲)
- می‌خواهم عاشق شوم (۲۰۰۳)
- اسپرانسا (۲۰۰۴)
- آیندا اگزیست اوما کروز (۲۰۰۵)
- برای عشق تو، ای برزیل (۲۰۰۶)
- در آغوش پدر (۲۰۰۶)
- در آغوش پدر (۲۰۰۶)
- تمپو د فستا (۲۰۰۷)
- پرنسیپ داپاز (۲۰۰۷)
- با شدت (۲۰۰۷)
- آهنگ عشق (۲۰۰۸)
- چشم‌انداز شما (۲۰۰۹)
- آللویا (۲۰۱۰)
- سول دا جاستیسا (۲۰۱۱)
- جلال خدا (۲۰۱۲)
- کریو (۲۰۱۲)
- پروژه جهانی پرتغال (۲۰۱۲)
- تمدید کنید (۲۰۱۳)
- تو رینس (۲۰۱۴)
- تتلستای (۲۰۱۵)
- خدا سلطنت می‌کند (۲۰۱۵)
- پیش سمپر نه (۲۰۱۶)
- ایمرسائو (۲۰۱۶)
- مورالها (۲۰۱۷)
- غوطه وری ۲ (۲۰۱۷)
- صحرای وحی (۲۰۱۷)
- من و خانه من (۲۰۱۸)
- غوطه وری 3 (2019)
- دوباره (۲۰۱۹)
- غوطه وری 4 (2020)
- نفس کشیدن (۲۰۲۱)
- غوطه وری 5 (2022)

### با کودکان قبل از تاج و تخت
- کریانس دیانته دو ترونو (۲۰۰۱)
- آمیگو د دیوس (۲۰۰۳)
- آیا عیسی؟ (۲۰۰۴)
- بیایید به اشتراک بگذاریم (۲۰۰۵)
- کشتی نوح (۲۰۰۶)
- ساموئل، پسری که خدا را شنید (۲۰۰۷)
- برای پرستش خداوند (۲۰۰۸)
- دوستان بخشش (۲۰۱۰)
- دیوی (۲۰۱۲)
- Renovo Kids (2015)
- DT Babies (2016)

### با ملل قبل از تاج و تخت
- فنلاند قبل از تاج و تخت (۲۰۱۲)
- پیشرفت (۲۰۱۴)
- آلمان قبل از تاج و تخت (۲۰۱۵)

### شرکت در آلبوم‌های بین‌المللی
- باران صحرا (۲۰۱۰) – پل ویلبر – انفرادی در آهنگ «تو هستی» برای موسیقی صداقت.[۶]
- باران در صحرا (۲۰۱۰)– پل ویلبر – تکنوازی در آهنگ "تو خدای ما هستی " برای موسیقی صداقت.[۷]
- پاسخ می‌دهد (۲۰۱۰) – مسیح برای مؤسسه ملل – تک‌نوازی در آهنگ «زیر سایه» برای موسیقی صداقت.[۸]
- به خدا صبر کن (2011) – مایک هرون – تک‌نوازی در آهنگ «پدر و یهوه» برای موسیقی صداقت.[۹]
- فقط نام عیسی (۲۰۱۸) - پرستش همراهی زندگی - تک‌نوازی در آهنگ "سربلند باشید " و دونفری در " چشمان خود را بر روی عیسی قرار دهید " برای پرستش یاران زندگی.[۱۰]

## برنامه تلویزیونی
- برنامه جلوی تاج و تخت (۲۰۰۱–۲۰۱۰) / (۲۰۱۳–۲۰۱۵میلادی)
- پشت صحنه با DT (2011–2013)

## کتابشناسی - فهرست کتب
- پرستش قبل از تاج و تخت (۲۰۰۳)
- پرستش واقعی (۲۰۱۳)
- بازتاب‌های روح با من مدیون تیتوس هستم و خود هلنا (۲۰۱۴)